# Bill Nye

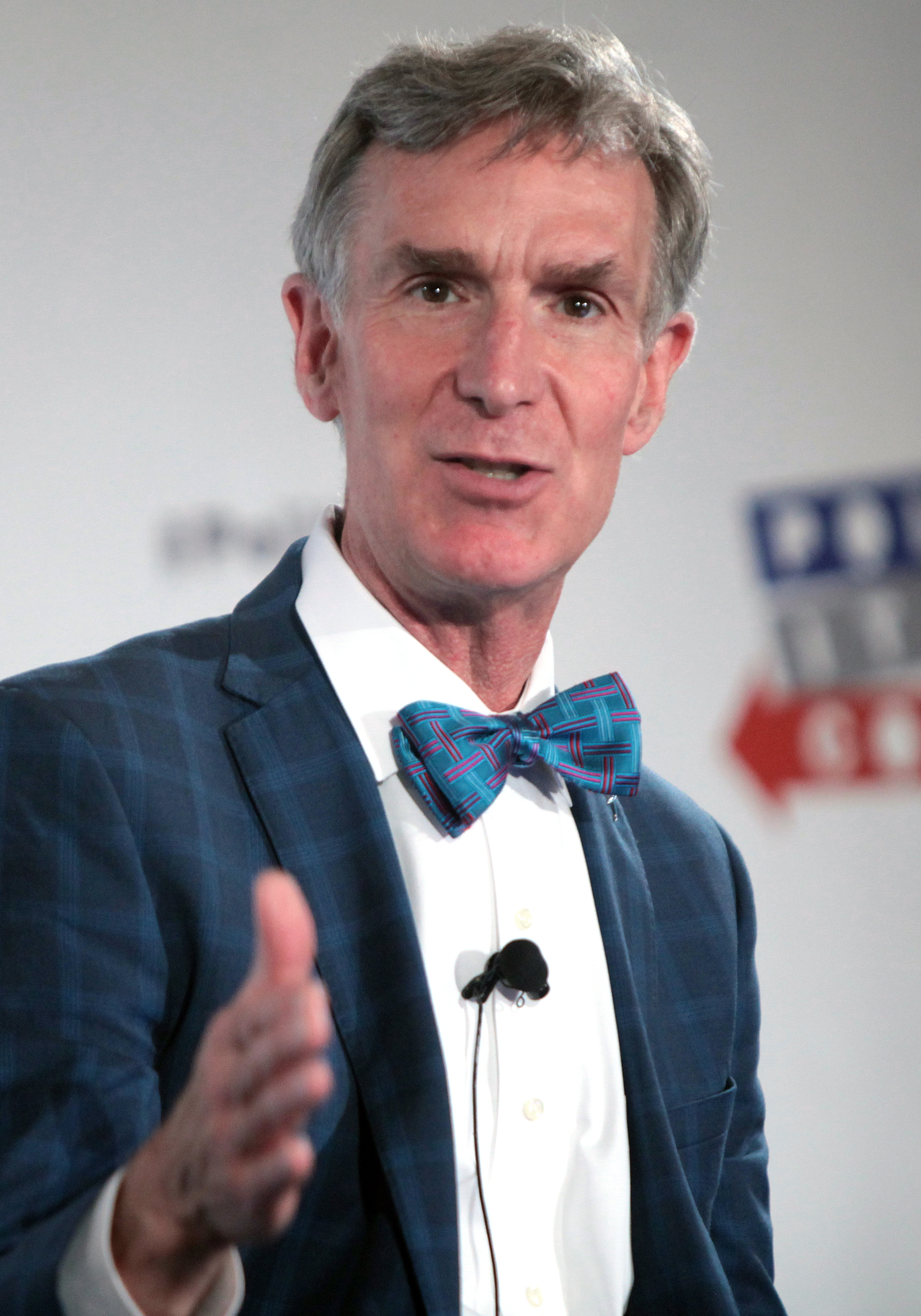
Bill Nye (2016)

William Sanford „Bill“ Nye (* 27. November 1955 in Washington, D.C.) ist ein US-amerikanischer Fernsehmoderator und Autor, der seine Karriere als Maschinenbauingenieur bei der Boeing Company begann. Einer breiten Öffentlichkeit ist Nye vor allem als Moderator der Kinder-Wissenschaftssendung Bill Nye the Science Guy (1993–1998) bekannt.

## Wissenschaftlicher Werdegang

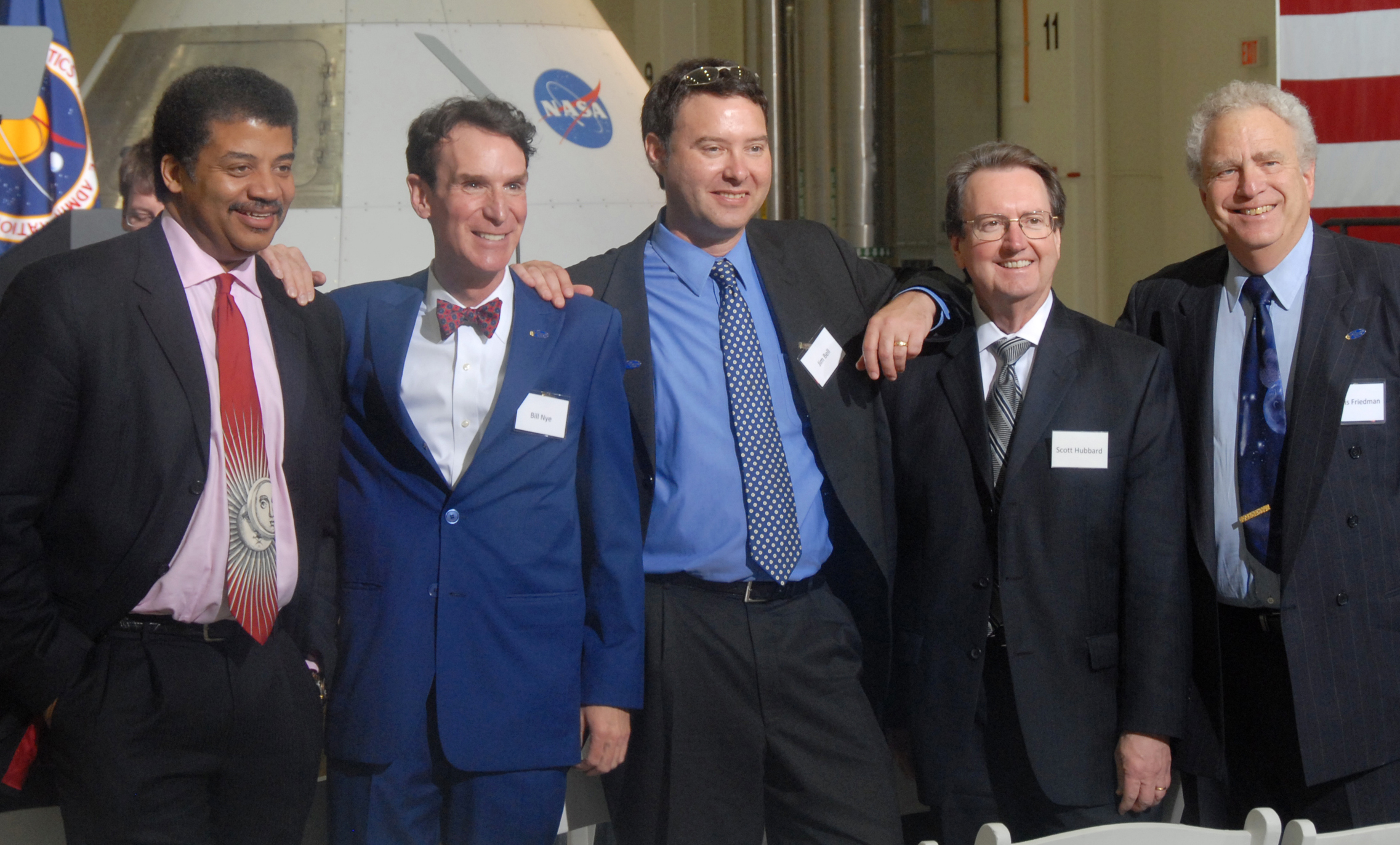
Bill Nye mit Neil deGrasse Tyson, Jim Bell, Scott Hubbard und Louis Friedman

Nye studierte zunächst Maschinenbau an der Cornell University und erlangte den Bachelor of Science im Jahr 1977. Bis heute hält er an der Cornell University gelegentlich Gastvorträge. Als Maschinenbauingenieur war er an der Entwicklung hydraulischer Systeme beteiligt, die noch heute in der Boeing 747 verbaut sind. In den frühen 2000er Jahren half er bei der Konstruktion einer Sonnenuhr, die im Rahmen der Weltraummission Mars Exploration Rover zur Anwendung kam und durch speziell gekennzeichnete Felder eine Farbkalibrierung ermöglichte. Von 2005 bis 2010 war er Vizevorsitzender und ist seit 2010 Vorsitzender der The Planetary Society, einer gemeinnützigen Organisation, die sich unter anderem für die Erforschung des Sonnensystems einsetzt. Nye bewarb sich eigenen Angaben zufolge mehrmals erfolglos bei der NASA als Astronaut.

## Karriere als Moderator
Seine Karriere in der Unterhaltungsbranche begann Nye als Darsteller in der Comedy-Fernsehsendung Almost Live!. Dort spielte er zum ersten Mal Bill Nye the Science Guy und eine weitere Figur namens Speedwalker, einen zügig gehenden Superhelden aus Seattle.
In der Zeichentrickserie Zurück in die Zukunft trat er im Realfilm-Segment als stummer Gehilfe von Doc Brown (Christopher Lloyd) auf.
Mit Bill Nye the Science Guy, einer Wissenschaftssendung für Kinder, wurde er in den USA zu einer Berühmtheit. Die Sendung wurde nach 5 Staffeln mit insgesamt 100 Folgen abgesetzt. In den Jahren danach war Nye an zahlreichen TV-Formaten beteiligt und trat immer wieder in Sendungen als Gast auf, 2013 zum Beispiel in der 142. Folge von The Big Bang Theory.
Beim wissenschaftlichen YouTube-Kanal AsapScience arbeitete er an dem Video Could We Stop An Asteroid? mit, wo verschiedene Wege behandelt werden, wie die Menschheit einen Asteroiden stoppen könnte, wenn eine Kollision mit der Erde drohen würde.
Für ein weltweites Medienecho sorgte im Februar 2014 seine öffentliche Debatte mit Ken Ham, einem Vertreter des Junge-Erde-Kreationismus und Präsidenten der umstrittenen Organisation Answers in Genesis.
Von 2017 bis 2018 moderiert Nye die Sendung Bill Nye Saves the World auf Netflix.